# Vestiaritas
Vestiaritas (em grego: βεστιαρῖται; romaniz.: Vestiaritai; singular: βεστιαρίτης) era um regimento de guarda-costas e oficiais fiscais do Império Bizantino  que existiu entre os séculos XI e XV.

## História e funções
Os Vestiaritas apareceram nas fontes em meados do século XI, com o primeiro vestiarita conhecido, João Iberitzes, atestado em 1049. Como o nome indica, eles tinham uma conexão com o guarda-roupa e o tesouro imperiais, o vestiário, provavelmente inicialmente apontados como seus guardas. A partir de 1080, eles foram formalmente divididos em dois grupos: os Vestiaritas "internos" ou "domésticos" (esō ou oikeioi vestiaritai), ligados ao tesouro pessoal do imperador bizantino (esō/oikeiakon vestiarion), sob um grande primicério; e os "externos" (exō vestiaritai), sob um primicério, que estava provavelmente ligado ao tesouro público ou estatal (basilikon vestiarion). Gradualmente substituíram diversos outros grupos de guarda-costas armados que os imperadores se utilizavam quando estavam em Constantinopla, como os manglabitas ou os pantéotas (pantheōtai), e se tornaram um grupo exclusivo de agentes confidenciais do imperador. Como escreveu a princesa e historiadora Ana Comnena, eles eram os cortesões que ficavam mais "próximos" do imperador. Com a crise militar da década de 1070, eles se transformaram também num regimento de guarda regular do palácio, servindo juntamente com a guarda varangiana no exército bizantino do período dos comnenos
Os Vestiaritas aparecem nas fontes até 1387 e provavelmente continuaram a existir depois disso. Nos séculos XIII e XIV, porém, o papel que eles desempenhavam era puramente fiscal: eles eram responsáveis por alistar soldados e carroças nas províncias, sob o controle do doméstico dos temas do oriente. O principal Vestiaritas era chamado de protovestiarita (em grego: πρωτοβεστιαρίτης) nos séculos XIII e XIV (que não deve ser confundido com o mais antigo e mais importante cargo de protovestiário). Ele é atestado até pelo menos 1451, quando estava na função Jorge Frantzes No "Livro dos Cargos", de meados do século XIV, de Pseudo-Codino, o título está na décima-nona ordem de precedência, após o paracemomeno do quarto imperial. De acordo com a mesma obra, suas insígnias eram: um cajado de madeira (dicanício) com botões em ouro e ouro vermelho, um chapéu do tipo esciádio com bordados do tipo clápoto, outro tipo de chapéu chamado escarânico, de seda branca e dourada, com bordados em fio-de-ouro e imagens do imperador na frente e atrás e, finalmente, um robe de seda indicativo do cargo, chamado cabádio.